# Leptotarsus ardrossanensis
Leptotarsus ardrossanensis är en tvåvingeart som beskrevs av Nikolas Vladimir Dobrotworsky 1972. Leptotarsus ardrossanensis ingår i släktet Leptotarsus och familjen storharkrankar. Inga underarter finns listade i Catalogue of Life.